# تومواکی ماکینو
تومواکی ماکینو بازیکن سابق فوتبال اهل ژاپن است‌.که سابقه بازی در باشگاه‌ فوتبال اوراوا رد دیاموندز ؛ باشگاه فوتبال کلن و همچنین ۳۸ بازی در تیم ملی فوتبال ژاپن را در کارنامه دارد.